# 新界北總區防罪聯盟
新界北總區防罪聯盟（英語：Project HERO）是香港警務處的新界北總區防止罪案辦公室於2022年10月正式成立。該聯盟邀請區內不同的公私營企業和機構加入，並透過成員的協助向旗下員工和客戶發放防騙訊息，實踐「全民防罪·守護萬家」的理念。

## 成立背景
根據警方的資料，2023年1至5月期間，新界北總區錄得超過3800宗騙案，佔整體刑事案件的三成。其中，網購騙案佔了最多比例，佔整體騙案的三成，相較去年同期有所增加。
警方指出，現今資訊傳遞非常發達，許多市民可能會忽略警方所發放的防騙資訊。因此，希望透過「新界北總區防罪聯盟」的成立，鼓勵企業履行社會責任，向市民宣傳防騙訊息。

## 宣傳工作
截至目前，已有37間企業和機構參與該聯盟，並成功舉辦36場防騙資訊講座，同時還派發超過20萬張防騙資訊單張。警務處處長蕭澤頤表示，警方透過多種宣傳手段向市民發放防騙訊息，包括在電影放映前播放防騙廣告、在過海隧道廣播防騙訊息以及派發防騙單張等方式。
蕭澤頤指出，香港與世界各地一樣，都面臨著許多詐騙案件，因此警方各個單位都竭盡所能，旨在提升市民的防騙意識，降低大眾受騙的風險。這些措施包括設立反詐騙協調中心、引入防騙吉祥物「提子」，以及推出詐騙陷阱搜尋器「防騙視伏器」等。

## 宣傳概念
透過與各大企業及機構建立可持續的合作關係，並運用創意思維設計防罪宣傳品以吸引市民的注意，最終透過聯盟成員所提供的宣傳渠道創造出更具感染力的宣傳效果。
為了將防罪訊息融入市民的日常生活，警方邀請公共服務機構、各大連鎖企業以及其他企業和機構。在計劃執行期間，相關人員舉辦防騙分享會，旨在提供給聯盟成員參與，同時聯盟成員也會協助警隊向市民發放防騙訊息。

## 宣傳例子
聾人機構「龍耳」已加入該聯盟，並於2023年3月30日與新界北總區防止罪案辦公室合辦一場專為聾人而設的講座及展覽。活動中，參加者得到拆解最新騙案的解說，並提供即場手語傳譯，以避免他們陷入騙徒的陷阱。為了加強警民關係，辦公室還邀請新界北總區衝鋒隊、快速應變部隊和交通部在會場設置裝備展覽，向參加者介紹部門的日常工作和裝備。

## 舉辦比賽
2024年2月，嶺南大學商學院與新界北總區防止罪案辦公室合辦商業案例比賽。參賽的學生運用專業知識，為參與的公司和機構提供寶貴的建議。同時，他們也利用新界北總區防止罪案辦公室提供的防騙宣傳案例進行市場調研，將市場營銷理論轉化為高效實用的防騙宣傳策略。這些策略包括運用客戶定位技巧，確定哪些人群更容易成為詐騙的目標，以及利用大數據分析和人工智能技術預測詐騙趨勢，提前發現潛在的詐騙行為並採取相應措施。
警方期望學生能在比賽中學以致用，同時讓年輕人了解全球網絡詐騙趨勢以及警方打擊騙案的決心。嶺南大學商學院相信商學理論可以幫助警方更有效地宣傳防騙訊息，提高市民的警惕性，從而減少詐騙案的發生。比賽吸引超過280名學生組隊參賽，並在4月13日舉行頒獎典禮，表彰表現優異的組別和講者。
此次案例比賽由阿里雲計算有限公司、香港中華煤氣有限公司、維他奶國際集團、位元堂藥廠有限公司、龍耳以及新界北總區防止罪案辦公室提供，旨在挑戰學生的商業和創新思維，解決各公司和機構所提出的市場營銷或宣傳難題。

## 外部連結
- 新界北總區防止罪案辦公室 RCPO NTN facebook 專頁